# 楢崎景忠
楢崎 景忠（ならさき かげただ）は、戦国時代から江戸時代初期の武将。毛利氏の家臣。父は楢崎豊景。兄に楢崎信景、楢崎景政、楢崎景好。

## 生涯
備後国芦田郡久佐の朝山二子城（楢崎城）を本拠とした国人である楢崎豊景の五男として生まれ、毛利輝元、秀就の二代に仕えた。
慶長8年（1603年）11月1日、毛利輝元から「佐渡守」の受領名を与えられる。
慶長16年（1611年）1月12日に死去。子の就貞が後を継いだ。